# Самсонувка
Самсонувка (пол. Samsonówka) — село в Польщі, у гміні Юзефув Білґорайського повіту Люблінського воєводства.
У 1975-1998 роках село належало до Замойського воєводства.